# Alive (김경호의 음반)
《Alive》는 김경호의 미니 음반이다. 엠넷미디어를 통해 발매되었다.
타이틀곡은 '데려오고 싶다'이다

## 수록곡
| #   | 제목                                  | 작사   | 작곡   | 편곡   | 재생 시간 |
| --- | ------------------------------------- | ------ | ------ | ------ | --------- |
| 1.  | 〈Intro〉                             | -      | -      | -      | 0:51      |
| 2.  | 〈Face To Face〉                      | 이현석 | 이현석 | 이현석 | 3:37      |
| 3.  | 〈데려오고 싶다TITLE〉                | 이재경 | 유해준 | 유해준 | 3:37      |
| 4.  | 〈Promise U〉                         | 안신영 | 박일석 | 박일석 | 4:15      |
| 5.  | 〈는개비〉                            | 이현석 | 이현석 | 이현석 | 3:37      |
| 6.  | 〈비와 당신의 이야기 (Feat. 박완규)〉 | 김태원 | 김태원 | 이현석 | 5:03      |
| 7.  | 〈질주〉                              | 신동식 | 박정식 | 양남승 | 3:23      |
| 8.  | 〈데려오고 싶다 (Instrumental)〉      | -      | -      | -      | 3:37      |
| 9.  | 〈Promise U (Instrumental)〉          | -      | -      | -      | 4:15      |
| 10. | 〈비와 당신의 이야기 (Instrumental)〉 | -      | -      | -      | 5:03      |

| #   | 제목                                  | 작사   | 작곡   | 편곡   | 재생 시간 |
| --- | ------------------------------------- | ------ | ------ | ------ | --------- |
| 1.  | 〈Intro〉                             | -      | -      | -      | 0:51      |
| 2.  | 〈Face To Face〉                      | 이현석 | 이현석 | 이현석 | 3:37      |
| 3.  | 〈데려오고 싶다TITLE〉                | 이재경 | 유해준 | 유해준 | 3:37      |
| 4.  | 〈Promise U〉                         | 안신영 | 박일석 | 박일석 | 4:15      |
| 5.  | 〈는개비〉                            | 이현석 | 이현석 | 이현석 | 3:37      |
| 6.  | 〈비와 당신의 이야기 (Feat. 박완규)〉 | 김태원 | 김태원 | 이현석 | 5:03      |
| 7.  | 〈질주〉                              | 신동식 | 박정식 | 양남승 | 3:23      |
| 8.  | 〈데려오고 싶다 (Instrumental)〉      | -      | -      | -      | 3:37      |
| 9.  | 〈Promise U (Instrumental)〉          | -      | -      | -      | 4:15      |
| 10. | 〈비와 당신의 이야기 (Instrumental)〉 | -      | -      | -      | 5:03      |

## 수록곡 세션 정보
1. Intro
2. Face To Face
- 작사/작곡/편곡 : 이현석

- 기타 : 이현석
- 베이스 : 이현석
- 드럼 : 노호현
- 코러스 : 정재호, 김세호, 이현석, 김경호

3. 데려오고 싶다
- 작사 : 이재경
- 작곡/편곡 : 유해준

- 기타 : 샘 리
- 베이스 : 신현권
- 드럼 : 신석철
- 스트링 편곡 : 김종천

4. Promise U
- 작사 : 안신영
- 작곡/편곡 : 박일석

- 기타 : 샘리
- 베이스 : 신현권
- 드럼 : 신석철
- 피아노 : 박인영
- 코러스 : 김은태
- 스트링 편곡 : 박일석

5. 는개비
- 작사/작곡/편곡 :이현석

- 기타 : 이현석
- 베이스 : 이현석
- 드럼 : 노호현
- 코러스: 정재호, 이현석, 김경호

6. 비와 당신의 이야기
- 작사/작곡 : 김태원
- 편곡 : 이현석

- 기타 : 이현석
- 베이스 : 이현석
- 드럼 : 노호현

7. 질주
- 작사 : 신동식
- 작곡 : 박정식
- 편곡 : 양남승

- 기타 : Tommy Kim
- 베이스 : 박한진
- 드럼 : 강수호
- 키보드 : 전계리
- 코러스: 김경호, 정재호

## 참여 스텝
- Executive Producer : 김규남, 남동우
- Producer : 남동우
- Music Producer : 김경호
- Recording Studio : Rooby Sound Recording Studio
- Recording Engineer : 정은경
- Mixing Engineer : 곽정신
- Mastering Studio : Sonic Korea
- Mastering Engineer : 전훈